# Pegram
Pegram – miasto w Stanach Zjednoczonych, w stanie Tennessee, w hrabstwie Cheatham.